# Ruinen
Ruinen est un village néerlandais de la commune de De Wolden, situé dans la province de Drenthe. Le 1er janvier 2020, la population s'élevait à 3 700 habitants.

## Géographie
Le village se situe dans le sud  de la province de Drenthe, à 10 km au nord-ouest de Hoogeveen. L'économie locale est principalement tournée vers les productions agricoles.

## Histoire
Ruinen a été du Moyen Âge à la période française une grande seigneurie connue comme la seigneurie de Ruinen. Dans un acte dté de 1139, Otto van Ruinen est mentionné comme l'un des serviteurs de l' évêque d'Utrecht. En 1140, des moines bénédictins fondèrent un monastère, l'Abbaye bénédictine de Sainte-Marie (nl), avec une chapelle associée à Marie , la Mariakapel. Le monastère a ensuite été transféré à Dickninge.
Parmi les seigneurs et dames de Ruinen on trouve :
- la famille de Ruinen
- Arend Huys
- Johan Huys/Van Ruinen
- Johanna Huys
- Hendrik van Munster
- Berend van Munster
- Hendrik van Munster
- Hendrik Wilhelm Munster van Bernsaw, drost van Drenthe
- Margaretha van Bernsaw, mariée avec Frans Caspar Adriaan van Schellaert van Obbendorf
- Willem Adriaan, markies van Hoensbroeck
- Lotharius Frans Hyacinthus Victor van Hoensbroeck
- Coert Winkel, Jan Pieters Leffers, Jan van de Weteringe
- Swedera de Runen (nl)

Ruinen a été une commune indépendante de 1811 jusqu'au 1er janvier 1998, date à laquelle elle a fusionné avec De Wijk, Ruinerwold et Zuidwolde pour former la nouvelle commune de De Wolden.